# Borgo d’Ale

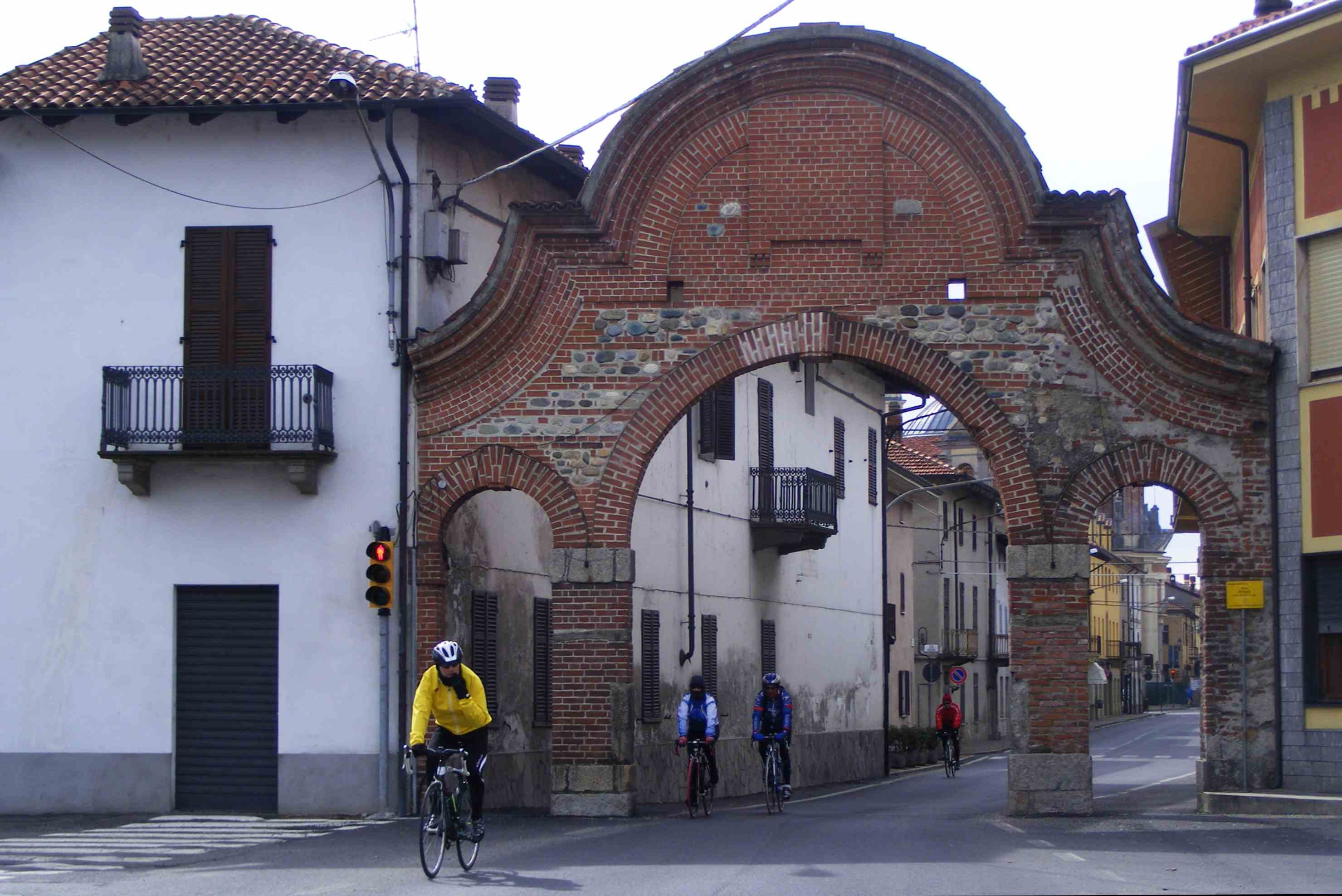

Borgo d’Ale ist eine Gemeinde in der italienischen Provinz Vercelli (VC), Region Piemont.

## Lage und Einwohner
Borgo d’Ale liegt knapp 32 km östlich von Vercelli und hat 2180 Einwohner (Stand 31. Dezember 2023). Die Nachbargemeinden sind Alice Castello, Azeglio, Bianzè, Borgomasino, Cossano Canavese, Maglione, Moncrivello, Settimo Rottaro, Tronzano Vercellese und Viverone.
Das Gemeindegebiet umfasst eine Fläche von 39 km².

## Söhne und Töchter der Gemeinde
- Luigi Bongianino (1919–2003), katholischer Bischof von Tortona